# Egidio Viganò
Egidio Viganò, S.D.B., (Sondrio, 29 juni 1920 - Rome, 23 januari 1995) was een Italiaans rooms-katholiek priester en generaal overste van de orde van de Salesianen van Don Bosco.
Viganò trad in 1935 in bij de Salesianen en hij werd in 1939 door de orde naar Chili gestuurd waar hij verbleef tot 1961. In 1977 volgde hij Luigi Ricceri als 7e opvolger van Don Bosco als overste van de Salesianen. Hij werd tweemaal herverkozen en werd na zijn dood opgevolgd door de Argentijn Juan Edmundo Vecchi.
Viganò nam deel aan het Tweede Vaticaans Concilie en was de biechtvader van paus Johannes Paulus II.
- Biblioteca Nacional de España: XX1104856
- Gemeinsame Normdatei: 119443775
- International Standard Name Identifier: 0000 0001 1934 694X
- Library of Congress Control Number: nr94026468
- Nederlandse Thesaurus van Auteursnamen: 39560883X
- Istituto Centrale per il Catalogo Unico: CFIV011849
- Virtual International Authority File: 54958161
- WorldCat: E39PBJwX7g7Wt6MMHqH6YCq84q